# أنتوني جيل (عالم سياسة)
أنتوني جيل (بالإنجليزية: Anthony Gill)‏ هو عالم سياسة أمريكي، ولد في 1950.